# 營養學
營養學（英語：nutrition）是一门研究營養与身体之间关系的学科。
維持生長需要不同的營養素。宏量營養素主要包含碳水化合物、蛋白質和脂質。微量營養素主要包含維生素和礦物質。

## 人類營養學
人類營養學主要包括研究食物中的營養，飲食如何維持身體機能。 探究營養與健康和疾病之間的關係。

## 動物營養學
動物營養學集中研究動物的飲食營養需求。